# Kim Myong-Gil
Kim Myong-Gil (född 16 oktober 1984) är nordkoreansk fotbollsspelare som för närvarande spelar för Amrokgang. Han har också spelat 11 matcher i landslaget och han blev uttagen till Nordkoreas 23-mana trupp till VM 2010.